# Басюк, Иван Александрович
Басюк Иван Александрович (бел. Басюк Іван Аляксандравіч; 1 сентября 1942, с. Гаревичи, Новогрудский район, Гродненская область) — белорусский историк, профессор, доктор исторических наук.

## Биография
Иван Александрович Басюк родился 1 сентября 1942 года в селе Гаревичи Новогрудского района Гродненской области. В 1972 году окончил исторический факультет Архангельского государственного педагогического института имени Михаила Ломоносова, в 1981 году — аспирантуру Института истории, филологии и философии Сибирского отделения АН СССР в городе Новосибирск. В следующем году там же защитил кандидатскую диссертацию на тему «Становление и развитие социалистического быта рабочих Западной Сибири в завершающий период социалистической реконструкции народного хозяйства СССР 1933—1937 гг.».
Служил в системе ВНУ Вооруженных сил СССР.
С 1987 года работает в Гродненском государственном университете им. Янки Купалы. В 2005 году получил ученое звание доцента и в том же году защитил в Институте Истории НАНБ докторскую диссертацию на тему «Западный особый военный округ — Западный фронт накануне и в начальный период Великой Отечественной войны». В 2007 году получил ученое звание профессора. С 2008 года работает на кафедре истории государства и права.

## Научная деятельность
Направления научной деятельности: начальный период ВОВ на территории Беларуси; история белорусской государственности; история политической и правовой мысли в Беларуси.
Автор около 100 научных трудов, в том числе 3 монографий (одна в соавторстве), 6 учебников (4 в соавторстве). Награждён Почетной грамотой Министерства образования Республики Беларусь (2008).